# راک، پیپر، شات‌گان
راک، پیپر، شات‌گان (به انگلیسی: Rock, Paper, Shotgun) (خلاصه شده به صورت RPS) یک وب سایت مستقر در انگلستان جهت گزارش در مورد بازی‌های ویدیویی، در درجه اول برای رایانه‌های شخصی است. راک، پیپر، شات‌گان که در ۱۳ ژوئیه ۲۰۰۷ به عنوان یک سایت مستقل راه اندازی شد توسط شبکه Gamer Network در مه ۲۰۱۷ خریداری شد، شبکه ای که توسط یوروگیمر رهبری می‌شود.

## تاریخچه
راک، پیپر، شات‌گان توسط کیرون گیلن، جیم روسیگنول، الک میر و جان واکر در سال ۲۰۰۷ تأسیس شد. هر چهار نفر برای انتشارات به حالت آزاد همکاری می‌کردند تا اینکه تصمیم گرفتند یک وب سایت که کاملاً بر بازی‌های رایانه شخصی متمرکز باشد، ایجاد کنند.
گیلن اعلام کرد که دیگر در ارسال مطالب روزمره راک، پیپر، شات‌گان در سال ۲۰۱۰ مشارکت نخواهد داشت.

## حواشی

### فاکس نیوز و بازی توفان گلوله
در ۸ فوریه ۲۰۱۱، بازی توفان گلوله در دو مقاله توسط روزنامه‌نگاری به اسم جان براندون مورد بررسی فاکس نیوز قرار گرفت و بازی را به عنوان بدترین بازی در جهان توصیف کرد. بازی بخاطر ناسزاگویی، رفتار ناپحته (شامل سیستم مهارت شلیک بازی که در صورت شلیک به اندام تناسلی دشمن، به بازیکن پاداش می‌داد) و کنایه‌های جنسی، هدف انتقاد گرفت. در کنار صفحه مجریان فاکس نیوز، یک روانپزشک به اسم کارول لیبرمن حاضر بود که اظهار داشت: «بازی‌های ویدئویی رابطه جنسی و خشونت را به‌طور فزاینده و گستاخانه تری در تصاویر، اعمال و کلمات بهم پیوند می‌دهند و این تأثیر روانی، هیجان، تحریک را دو برابر می‌کند». ادعای دیگر این بود که این بازی می‌تواند به دست مخاطبان ۹ ساله برسد و این ناسزاگویی و فحش می‌تواند به کودکان آن گروه سنی آسیب جدی برساند.
این ادعاها تا حد زیادی در میان وب سایت‌های بازی، از جمله راک، پیپر، شات‌گان مورد تمسخر قرار گرفت و راک، پیپر، شات‌گان مجموعه ای از مقالات جهت بی‌اعتبار کردن گزارش‌های فاکس نیوز منتشر کرد. در یکی از مقاله‌ها ادعاهای لیبرمن را مورد تجزیه و تحلیل قرار دادند و دریافتند که تنها یکی از هشت منابعی که او ارائه داده، موضوع مورد بحث ارتباط دارد. فاکس نیوز تأیید کرد که توسط راک، پیپر، شات‌گان تماس گرفته شده و در ۲۰ فوریه ۲۰۱۱ از طریق مقاله دیگری به ادعای آنها پاسخ داده و اظهار داشته‌اند که این بازی همچنان تهدیدی برای کودکان است.

### مقاله دامنه عمومی
در سال ۲۰۱۴ در یک مقاله راک، پیپر، شات‌گان که توسط جان واکر منتشر شده بود، نوشته شده بود که بازی‌های ویدئویی کلاسیک یتیم پس از ۲۰ سال به دامنه عمومی منتقل شوند (یعنی تمام افراد بتوانند آن را بدون پرداخت هزینه بازی کنند)، این مقاله باعث ایجاد موضوع بحث‌برانگیزی در مورد شرایط کپی رایت و دامنه عمومی شد.